# Janina Suszczewska-Siwy
Janina Suszczewska-Siwy (ur. 14 lutego 1936 w Brzozówce, ZSRR), saneczkarka, specjalistka torów lodowych, srebrna i brązowa medalistka mistrzostw świata.
W ciągu kariery reprezentowała kluby Gwardia Jelenia Góra, Śnieżka Karpacz i Olsza Kraków. W 1963 zdobyła tytuł mistrzyni Polski w jedynkach, rok wcześniej w międzynarodowych mistrzostwach NRD była druga. Największe sukcesy odniosła na mistrzostwach świata – w 1958 zdobyła tytuł wicemistrzowski w dwójkach mieszanych (w parze z Jerzym Koszlą), w 1963 brązowy medal w jedynkach. W konkurencji jedynek startowała także na mistrzostwach świata w 1960, ale zajęła dopiero 15. miejsce.
Źródła:
- Władysław Zieleśkiewicz, Gwiazdy zimowych aren. Encyklopedia sportu, Warszawa 1992